# 瓦佩納曼達縣

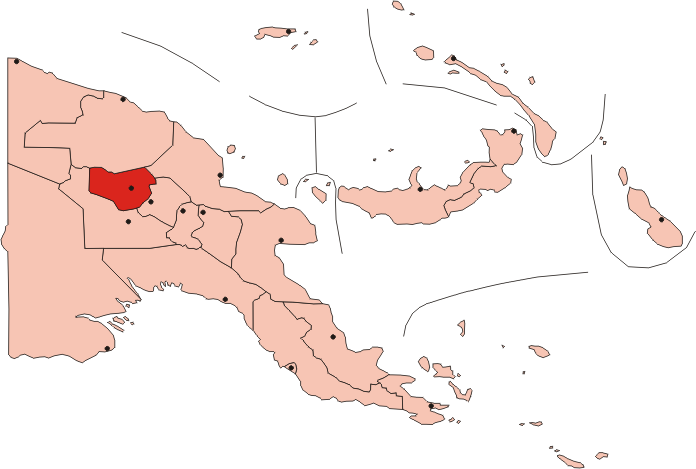

05°38′36″S 143°53′43″E / 5.64333°S 143.89528°E
瓦佩納曼達縣（英語：Wapenamanda District），是巴布亞新畿內亞的縣份之一，位於新畿內亞島東部，由恩加省負責管轄，首府設於瓦佩納曼達，面積1,042平方公里，2011年人口71,797，人口密度每平方公里69人。